# Denika Kassim
Denika Kassim (sinh ngày 8 tháng 8 năm 1997) là một vận động viên chạy nước rút người Comoros. Cô đã tham dự Thế vận hội Mùa hè 2016 trong cuộc đua 100 mét nữ; thời gian 12,53 giây của cô trong vòng sơ loạikhông đủ điều kiện cho vòng đầu tiên.